# 上海公共租界静安寺捕房
上海公共租界静安寺捕房（Shanghai Municipal Police Bubbling Well Station），是上海公共租界巡捕房下属14个捕房中的一个，也是在越界筑路地区设置的第一个分巡捕房。静安寺捕房设立之初位于卡德路，因此捕房初名卡德路捕房。直至1943年，公共租界被收回，静安寺捕房被撤销。

## 历史
1862年，公共租界工部局在租界境外修筑自南京路西首至静安寺的道路，并命名为静安寺路，这条路也就成为上海首条越界筑路地区。1863年7月，上海防卫委员会名誉干事庇亚士向工部局提议，希望由巡捕房派出两名巡捕前往越界筑路的静安寺路巡逻及维持交通。1882年，静安寺路附近已得到极大发展，路上行驶的马车数量大增，于是静安寺路沿线居民要求工部局再度增派4名巡捕以维持交通。1884年，中法战争爆发，工部局藉口上海形势不稳，便在卡德路租用房屋建设巡捕房。除原有巡捕外，另增加1名英属印度籍巡长和15名印籍巡捕，捕房的日常开支由附近的居民分摊。
1895年，工部局出资8000两买断原捕房地产，并将卡德路捕房改称静安寺路捕房。捕房巡区为租界以西的越界筑路区。1897年，工部局制定公共租界扩张计划并提交各国驻沪领事团。同时，在属扩张区的租界西区1180号册地，工部局兴建静安寺捕房的新址。1898年10月，新静安寺捕房竣工，共耗资4607两。捕房为两层楼房，底楼为预审、拘留间以及外籍巡捕的厨房，2楼为12名印度巡捕的宿舍。此时，静安寺捕房共有英籍巡长1员，西方巡捕3人，华人巡捕10人，印度巡捕19人，翻译、信差各一人。
1903年6月19日，工部局于租界西区愚园路7号开工兴建新的静安寺捕房。此次新捕房较原捕房，占地扩大至6.886亩，另配有华人巡捕宿舍和马厩，马夫住房，草料间及3间牢房。其余设施与原捕房基本相同。此次施工耗资28690两。此后新捕房一直使用至1943年。

## 辖区
自静安寺捕房设立之初，其辖区为整个公共租界以西的越界筑路区域。1899年，新闸路捕房设立后。静安寺捕房辖区缩至卡德路、同孚路以西。1933年，静安寺捕房巡区确定为，东起麦特赫司脱路，北至新闸路，南抵爱多亚路，西至租界西界。周边与成都路捕房、新闸路捕房、戈登路捕房相接。